# Câmpia Turzii
Câmpia Turzii (en húngaro: Aranyosgyéres) es un municipio en el distrito de Cluj, Transilvania, Rumanía, ubicada junto al río Arieş. La localidad está ubicada al sudeste de Turda y a 40 km de Cluj-Napoca. Su nombre actual proviene de 1925 tras la unión de las ciudades de Ghiriş-Arieş y Ghiriş-Sâncrai.
En el periodo de entreguerras, Câmpia Turzii fue una población perteneciente al distrito de Turda.

## Etimología
Las denominaciones anteriores de las dos localidades que forman Câmpia Turzii, que han ido evolucionando, fueron las siguientes:
Ghiriş-Sâncrai: 
- 1219: Villa Sancti Regis (Ciudad del Santo Rey).
- siglo XIV: Villa Sancti Regis, Villa de Sancto Rege, Villa Zenthkiral.
- Siglos XV-XVI: Poss(essio) Zenthkyral, Zentkjraly.
- 1661: Gyéres-Szent-Király; 1733 = Szent-Király.
- Después de 1830: Sâncraj(u), Ghiriş-Sân-Craiu, Sâncraiu, Ghiriş Sân-Craiu.
- Tras el 1 de diciembre de 1918: Ghiriş-Sâncrai (sân = San, crai = Rey).
Ghiriş-Arieş:
- 1292: Terra Gerusteleke (Pamântul lui Gerus).
- siglo XIV: Poss(essio) Gerusteleke, Terra Gerustelke.
- Siglos XV-XVI: Terra Geres, Poss(essio) Gyerys, Gyeres.
- Siglos XVII-XVIII: Gheres, Girisch, Aranyos Gyéres.
- siglo XIX: Gyirischu, Ghirişiu de Arieş, Ghiriş, Aranyosgyerés.
- 1904: Ghiriş-Arieş;
- Tras el 1 de diciembre de 1918: Ghiriş-Arieş.

## Escudo municipal
Se trata de un escudo dividido en dos partes por una línea plateada, que representa el río Arieş. En el campo inferior, de fondo rojo, vemos una circunferencia de acero sobre dos espigas de trigo.
En el campo superior también vemos dos partes: la primera, de fondo azul, vemos dos espadas cruzadas, símbolo de la lucha por defender estos territorios de invasiones. En la segunda cartela vemos en un fondo dorado un pergamino abierto de plata con la inscripción 1219, año en el que se tiene la primera documentación de la ciudad.
Sobre estos campos se encuentra una corona mural plateada con cinco torres que significa el hecho de tratarse de un centro urbano elevado al rango de municipio.

## Administración y política
Câmpia Turzii se convirtió por ley en una unidad administrativa el 24 de junio de 1925, pasando a ser una de las seis localidades del judeţ Turda.
En el censo del 29 de diciembre de 1930, la localidad de Câmpia Turzii comprendía diecinueve comunas: Boian, Călăraşi, Câmpia Turzii (sediul plasei), Ceanu Mare, Coc, Gligoreşti, Gura Arieşului, Iacobeni, Inoc, Luna, Lunca Mureşului, Luncani, Poiana (hoy barrio del municipio de Turda), Războieni-Cetate, Tritenii de Jos, Tritenii de Sus, Unirea, Urca, Viişoara. El Judeţ Turda e implícitamente todo su conjunto de municipios entre los que se incluía la localidad de Câmpia Turzii, fueron surpimidos con la reforma administrativa del 6 de septiembre de 1950.
El 8 de mayo de 1946 Câmpia Turzii fue declarada comuna de categoría I; a fecha de 1 de agosto de 1952 fue declarada ciudad, mientras que el 11 de noviembre de 1998 fue declarada municipio.

## Personalidades
- Teodor Murăşanu, profesor y escritor.
- John Paget, aristócrata y latifundista inglés.
- Ionel Floaşiu, ingeniero y promotor de viajes culturales en el periodo de entreguerras.
- Virginia Ruzici, tenista.
- Andra Mihai, cantante.
- Iunia Ilea, cantante en el extranjero.

## Demografía
Conforme a los datos del censo de población realizado en el año 2002, Câmpia Turzii cuenta con un total de 26.823 habitantes. La población ha evolucionado de la manera siguiente:

### Estructura confesional
| Censo | Censo  | Estructura confesional | Estructura confesional | Estructura confesional | Estructura confesional | Estructura confesional | Estructura confesional | Estructura confesional | Estructura confesional | Estructura confesional | Estructura confesional | Estructura confesional |
| ----- | ------ | ---------------------- | ---------------------- | ---------------------- | ---------------------- | ---------------------- | ---------------------- | ---------------------- | ---------------------- | ---------------------- | ---------------------- | ---------------------- |
| Anul  | Total  | Ortodoxos              | Greco-católicos        | católicos              | Reformistas            | Evangelistas           | Unitarios              | Musulmanes             | Baptistas              | Pentecostalistas       | Adventistas            | Otras                  |
| 1850  | 1.655  | 3                      | 1.057                  | 43                     | 548                    | 1                      | 3                      |                        |                        |                        |                        | 0                      |
| 1857  | 1.555  | 1                      | 983                    | 50                     | 517                    | 1                      | 3                      |                        |                        |                        |                        | 0                      |
| 1869  | 1.458  | 8                      | 885                    | 63                     | 491                    | 1                      | 6                      | 4                      |                        |                        |                        | 0                      |
| 1880  | 1.833  | 55                     | 904                    | 120                    | 685                    | 6                      | 15                     | 48                     |                        |                        |                        | 0                      |
| 1890  | 2.244  | 30                     | 1.036                  | 175                    | 900                    | 10                     | 27                     | 66                     |                        |                        |                        | 0                      |
| 1900  | 2.404  | 24                     | 1.175                  | 141                    | 920                    | 10                     | 49                     | 84                     |                        |                        |                        | 1                      |
| 1910  | 2.519  | 17                     | 1.295                  | 86                     | 1.014                  | 7                      | 8                      | 92                     |                        |                        |                        | 0                      |
| 1930  | 4.124  | 212                    | 1.909                  | 363                    | 1.305                  | 31                     | 92                     | 208                    | 1                      |                        |                        | 3                      |
| 1992  | 29.307 | 22.769                 | 1.401                  | 551                    | 2.421                  | 7                      | 65                     |                        | 238                    | 824                    | 154                    | 877                    |
| 2002  | 26.823 | 21.822                 | 644                    | 364                    | 1.896                  | 3                      | 43                     | 6                      | 219                    | 876                    | 137                    | 813                    |